# Sebastián Ágreda
Sebastián Agreda (Potosí, 1795 – La Paz, 18 décembre 1875) est un homme d'État qui très jeune incorpora l’armée du général José de San Martín. Il participa aux batailles de Chacabuco et de Maipú dans le cadre de la guerre d'indépendance du Chili.

## Biographie
En 1824, dans la division du général Guillermo Miller, il prit part aux batailles de Junín et d’Ayacucho sous le commandement d’Antonio José de Sucre.
En 1826, il fut désigné par Antonio José de Sucre comme second chef du collège militaire. Il occupa ce poste jusqu’en 1828. Il combattit au côté du maréchal Andrés de Santa Cruz dans sa campagne de pacification du Pérou face à Felipe Santiago Salaverry.
Après la défaite à la bataille de Yungay, au côté de Santa cruz et de la confédération péruano-bolivienne, il tenta par tous les moyens de remettre Andrés de Santa Cruz au pouvoir. Ainsi, en 1841, il entraina la chute du président José Miguel de Velasco et prit le pouvoir au cours de la même année durant 29 jours.
Plus tard, il sera nommé préfet de La Paz (1848) puis de Sucre (1862).